# オリンピック・シンボルの保護に関するナイロビ条約
オリンピック・シンボルの保護に関するナイロビ条約（オリンピック・シンボルのほごにかんするナイロビじょうやく、英：Nairobi Treaty on the Protection of the Olympic Symbol）は、1981年に作成されたオリンピック・シンボルの国際的な保護に関する条約である。

## 概要
世界知的所有権機関（WIPO）が管理する。1981年9月26日にケニアのナイロビで作成され、1982年9月25日に発効した。締約国は48ヶ国（2010年8月20日現在）で、日本は未締結。
本条約におけるオリンピック・シンボルは、青、黄、黒、緑、赤の交錯した5個のリングからなるオリンピック・マーク（いわゆる五輪マーク）を指す。ただし、彩色されているか、無彩色かを問わない。
締約国は、オリンピック・シンボル又はオリンピック・シンボルを含む標章について、商標登録を拒絶又は無効とする義務や、商業的利用を禁止する措置を講じる義務等を負う。